# Frank Blueka
Frank Blueka (geboren in Heerenveen) is een Nederlandse Singer-songwriter, zanger en theatermaker. Hij speelt gitaar, piano, stagepiano en harmonica.

## Biografie
Blueka woonde enige tijd in Zwolle en in studeerde Movement Sciences in Amsterdam. Tijdens zijn studie speelde hij in allerlei bands. Frank Blueka woont sinds 2012 met zijn vrouw en dochter in Deventer, waar hij vanuit zijn eigen muziekstudio creëert en produceert - De muziek van Blueka wordt beschreven als soulvol, met invloeden uit rock, blues, folk en van Ierse singer/songwriters.

## Theateroptredens
Blueka maakt theateroptredens waarbij hij zijn muziek combineert met een verhaal.
Zijn eerste theatervoorstelling was ROOM 88 uit 2012. De voorstelling gaat over een reis in een boemeltrein langs de zuidkust van Engeland. The Relaxed Midnight Train was een voorstelling uit 2013; een verhaal van liefde, verlies, humor en verlangen. 
In 2014 trad Blueka op in de solovoorstelling Brother Language (Broerstalen), waar hij speelt in de sfeer van Ierse singer-songwriters.
De voorstelling in 2017/2018 heet "Tom Waits meets Neil Young". Tegen de achtergrond van een verhaal waarin Blueka Tom Waits en Neil Young in een kroeg in San Diego ontmoet, speelt Frank Blueka songs van deze illustere muzikanten met hun contrasterende stemmen, Neil Young met zijn hoge, bijna vrouwelijke, stem, Tom Waits met zijn lage, rauwe, bijna grommende stem.
In 2019 volgde de voorstelling "Einstein was a Rolling Stone". Een ode aan de relatie tussen E=mc² en muziek. Belangrijk onderverdeel van de show was de quote van Einstein - Als ik geen natuurkundige was, zou ik waarschijnlijk muzikant zijn. Ik denk vaak in muziek. Ik leef mijn dagdromen in muziek. Ik zie mijn leven in termen van muziek- De voorstelling bestond uit eigen geschreven songs, bewerkingen van songs van The Rolling Stones gaf met een knipoog aan dat Einstein niet zou misstaan als Rolling Stoner. Deze tournee werd vrij abrupt afgebroken door de Coronapandemie.
Tijdens de Coronapandemie, maart 2020 tot eind 2022 ontwikkelde Frank Blueka een project in samenwerking met stichting 4OOST voor Internationale Schakelklas leerlingen (12-18jr). Zij konden in groepjes van 30 personen (meer mocht niet) overdag kennismaken met de theaters in Oost Nederland en de theaterwereld. Frank Blueka speelde de interactieve show "Language Free Songwriting". 
Tussendoor de Coronapandemie (2021) was er een korte tournee met de voorstelling "The Nightclub". Een fictieve show over een nachtclub in Londen waar schijnbaar overleden muzikanten samenkomen en vergaderen over welke kant de muziekbranche op zou moeten gaan. Frank Blueka speelde hier zijn muzikale verhaal vanuit het perspectief als barkeeper die alles aanschouwt. De show bevatte eigen geschreven werk en bekende songs van onder andere Prince, David Bowie, Jimi Hendrix, Jeff Buckley en Kurt Cobain.
In 2024 experimenteert Blueka weer voor het eerst met de theatershow LOVE!, waarin de vraag centraal stond:  "Waar is de liefde in de harten van de mensen is gebleven, het overleg, de verbinding?". De show is verder uitgebouwd. In een historisch muzikaal verhaal eert Blueka zijn Ierse invloeden van vroeger en nu. "Love from Ireland" (2025-2026) is een muzikale spiegeling van Blueka's eigen werk doordrenkt met Ierse invloeden. Collega's als onder andere U2, Luka Bloom, Clannad, Rory Gallagher en The Dubliners komen aan bod.  

## Discografie
- Paris Midnight (2023)
- Harvest Waits (2018)
- Unplugged Live
- ROOM 88 (2012)
- Acoustic Avenue (2007)